# Xiphorhynchus
Xiphorhynchus là một chi chim trong họ Furnariidae.

## Các loài
- Xiphorhynchus elegans
- Xiphorhynchus erythropygius
- Xiphorhynchus flavigaster
- Xiphorhynchus fuscus
- Xiphorhynchus guttatus
- Xiphorhynchus lachrymosus
- Xiphorhynchus obsoletus
- Xiphorhynchus ocellatus
  - Xiphorhynchus ocellatus chunchotambo
- Xiphorhynchus pardalotus
- Xiphorhynchus spixii
- Xiphorhynchus susurrans
- Xiphorhynchus triangularis